# Cartea junglei (film din 1942)
Cartea junglei (titlul original: Jungle Book) este un film dramatic american, realizat în 1942 de regizorul Zoltan Korda, după romanul omonim a scriitorului Rudyard Kipling, protagoniști fiind actorii Sabu, Joseph Calleia, Patricia O'Rourke. Coloana sonoră a filmului a fost compusă de compozitorul Miklós Rózsa, care a studiat special pentru acest film muzica indiană, încât pentru fiecare personaj să compună tema muzicală adecvată. 

## Prezentare
În timp ce călătorea spre un anumit loc cu garda sa de corp, o femeie engleză numită "memsahib" a trecut printr-un sat indigen, unde a atras atenția unui bătrân ce spunea povești în schimbul unor donații. După ce a pus câteva monede în castronul bătrânului, femeia a ascultat "povestea întregii Indii".

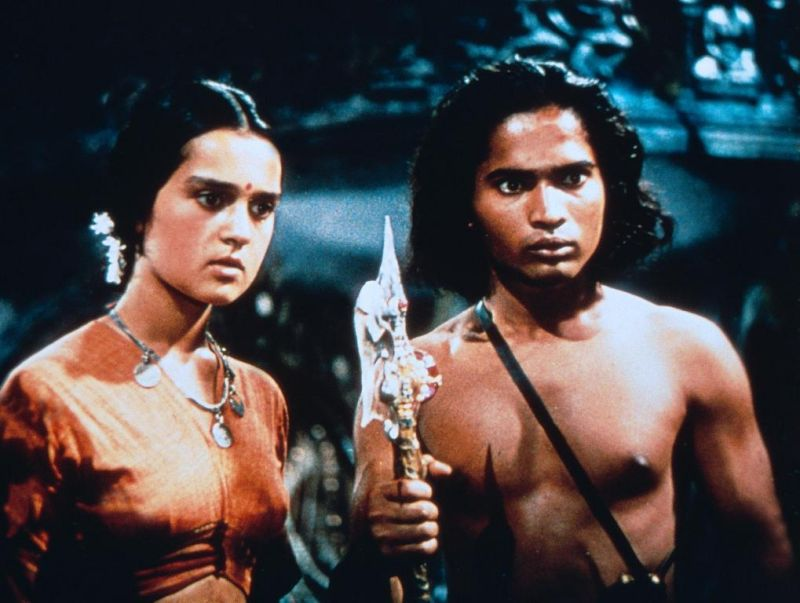
Patricia O'Rourke & Sabu în Cartea Junglei (captură de ecran)

Povestea începe cu o descriere a junglei, a animalelor care trăiesc în ea, a Legii junglei și a pericolelor pe care aceasta le prezintă pentru oameni. Narațiunea se mută apoi în zilele de odinioară, când locuitorii unui sat, care visează să învingă jungla și să transforme satul într-un oraș, muncesc fără încetare. Natu, fiul unuia dintre stăpâni, se rătăcește în junglă. Tatăl său, care încerca să-l ajungă din urmă, este ucis de un tigru. O parte dintre locuitori pleacă în căutarea lui, dar nu reușesc să-l găsească.
Trec 12 ani. Sub protecția unei haite de lupi și a altor animale, copilul se transformă într-un tânăr puternic, numit Mowgli, ale cărui singur dușman real în junglă este tigrul Sherkhan. În pasiunea sa preferată de a-l înfrunta pe tigru și de a se salva, Mowgli ajunge, fără să-și dea seama, în satul unde s-au născut părinții săi, în timpul nopții. El se arde la un foc de tabără abandonat și îi trezește pe locuitori, care îl prind în cursă. Baldeo, un negustor, crede că "vârcolacul din junglă" aduce ghinion, dar Mesia, care și-a pierdut de mult fiul, îl ia pe băiat în casa ei și îl învață treptat limba și obiceiurile oamenilor.
Mowgli, care și-a jurat încă de mult să-l omoare pe Sherkhan, dorește un dinte de fier uman (un cuțit de vânătoare) și merge la magazinul lui Baldeo, unde se întâlnește cu fiica negustorului, Mahala. Baldeo îl amenință pe Mowgli cu o pușcă, temându-se de "bestia din pădure", dar apoi îi vinde cuțitul, sperând că acesta se va întoarce în junglă.
Speranța lui Baldeo se dovedește a fi deșartă, deoarece Mowgli și Mahala devin imediat prieteni. Mowgli îi arată fetei abilitatea sa de a comunica cu animalele și mai târziu se angajează să o introducă în junglă. Împreună, descoperă un oraș abandonat în junglă, palatul unui prinț dispărut și tezaurul său. Tinerii sunt atacați de o cobră bătrână, dar sunt învinși cu ușurință de Mowgli. Cu toate acestea, cei doi nu iau nicio comoară pentru ei, cu excepția unui rubin pe care Mahala îl păstrează ca amintire. Ulterior, cobra îi avertizează că rubinul le va aduce moartea. 
Baldeo, află despre bijuteria deținută de fiica sa și încearcă să afle mai multe despre aceasta. Bărbierul și preotul satului sunt și ei la curent cu bijuteria. În același timp, tigrul Sherkhan se întoarce în sat, iar Mowgli primește avertismentul de la prietenii săi elefanți. Sătenii se ascund în templu, dar Mowgli, curajos, iese să înfrunte tigrul. Temându-se că secretul comorii va fi pierdut odată cu Mowgli, Baldeo îl urmărește.
Mowgli reușește să îl învingă pe tigrul Sherkhan după ce atrage bestia în râu, la sugestia pitonului Kaa. În timp ce îl jupoaie pe tigru, Baldeo îl găsește pe Mowgli și încearcă să-l convingă să îi dezvăluie locația comorii. Însă negustorul este învins de pantera Bagheera, care crede că Mowgli este un vârcolac. La întoarcerea acasă, Bagheera îi spune tuturor sătenilor despre presupusa natură a lui Mowgli. Aceștia îl întâmpină cu ostilitate pe băiatul care se întoarce cu blana de tigru și încearcă să-l ardă, dar Baldeo îi permite pe furiș lui Messua să-l salveze pentru a-l putea urma pe Mowgli până la comoară.
Lăsându-l pe Messua legată în urmă, Baldeo, bărbierul și preotul îl urmăresc pe Mowgli până la comoară. Mowgli îi conduce acolo, obosit de urmărire și amintindu-și de profeția cobrei cu privire la hoții de comori. După ce împușcă cobra, trioul de urmăritori își adună aurul și se ceartă pentru un rubin mare, care în cele din urmă ajunge la frizer. Mowgli îi urmărește și devine convins că bătrânul șarpe are dreptate - noaptea preotul îl ucide pe frizer pentru a pune mâna pe piatră, iar dimineața încearcă să-l ucidă și el pe Baldeo, dar cade în râu, unde un crocodil îl prinde. Baldeo obține rubinul, dar îl aruncă aceluiași crocodil, traversând râul pentru a scăpa. Negustorul se întoarce din junglă fără nimic, dar jură să se întoarcă și să le dea foc. Mowgli le cere elefanților să-i țină pe oameni departe de pădure.
În timp ce Baldeo îi spune vecinilor săi că Mowgli și-a ucis prietenii și dă foc junglei, un vânt schimbător mătură focul peste sat. Mowgli se întoarce pentru a-i salva pe Messua și Mahala și îi trimite pe toți sătenii pe o insulă din mijlocul râului. După salvarea lor, Messua și Mahala îi cer lui Mowgli să se întoarcă la oameni, dar acesta decide în cele din urmă că locul său este în junglă.
După ce își termină povestea, bătrânul narator dezvăluie că el este Baldeo, care a încercat să învingă jungla, dar a fost învins de aceasta. Englezoaica vrea să afle mai multe detalii despre soarta lui Mowgli și a celorlalți, însă bătrânul spune că asta este o altă poveste.

## Distribuție
- Sabu - Mowgli
- Joseph Calleia - Buldeo
- John Qualen - frizerul
- Frank Puglia - Gelehrter
- Rosemary DeCamp - Messua
- Patricia O’Rourke - Mahala
- Ralph Byrd - Durga
- John Mather - Rao
- Faith Brook - fata englezoaică
- Noble Johnson - Sikh

## Echipa de filmare
- Producător: Alexander Korda
- Coproducător: Charles David
- Regizor: Zoltan Korda
- Asistenți de regie: Andre De Toth, Lowell Farrell
- Scenariu: Lawrence Stellings, după cărțile lui Rudyard Kipling
- Designer de producție: Vincent Korda
- Compozitor: Miklós Rozsa
- Imagine: Lee Garms, W. Howard Green
- Grimmer: Gordon Baugh
- Montaj: William Hornbeck

## Producția filmului
Acesta a fost ultimul film pe care frații Korda l-au realizat împreună cu actorul indian-american Sabu, după ce au lucrat împreună la "The Little Elephant Driver", "The Drum" și "The Thief of Baghdad". Cei doi frați nu au fost de acord în privința modului în care filmul ar trebui să fie realizat - fie într-un mod realist, așa cum a fost cazul filmului The Elephant Driver, fie într-un mod mai fantastic, așa cum a fost cazul filmului The Thief of Baghdad. Aceasta a fost una dintre cauzele care au dus la întreruperea colaborării dintre frați. Zoltan Korda a rămas în Statele Unite, lucrând cu actori celebri precum Humphrey Bogart și Gregory Peck, în timp ce fratele său mai mare s-a întors în Anglia, unde a fost făcut cavaler de către regele George al VI-lea pentru contribuția sa la cinematografia britanică din timpul războiului și a regizat alte câteva filme celebre.
Filmul a fost adaptat după opera lui Kipling, iar drepturile de adaptare au fost cumpărate în 1938, urmând ca filmările să înceapă în 1939. Acestea au fost realizate de către Alexander Korda's Alexander Korda Films, Inc., cu sediul în Hollywood, și au avut un buget de aproximativ 250.000 de lire sterline, inclusiv 300.000 de dolari oferiți de United Artists.
Deși filmul nu a fost filmat în India, scenele din junglă și din satele indiene au fost create sub supravegherea lui Vincent Korda în California, la Lacul Sherwood. Pentru a crea jungla, s-au folosit plante tropicale reale, inclusiv bambus, viță de vie, taro și iarbă de elefant importate din străinătate. Peste 300 de animale, inclusiv lupi, o panteră și un tigru, au fost, de asemenea, colectate pentru film de la fermele și grădinile zoologice din împrejurimi. Producația a angajat aproximativ 150 de îngrijitori de animale pentru siguranța animalelor, inclusiv patru dresori principali. Răpitoarele au fost filmate în cea mai mare parte de la distanță, prin garduri cu vizibilitate redusă și în duble scurte și alte măsuri. Pitonul Kaa a fost portretizat ca un model mare de cauciuc, operat de pe o barjă pe un lac, ceea ce a pus în pericol viața regizorului Zoltan Korda, care nu a putut înota în fața fratelui său.
Miklós Rózsa, compozitorul filmului, a studiat melodiile tradiționale indiene și a creat teme muzicale pentru fiecare personaj uman și animal din film, care au fost aclamate de critică și au fost incluse pe lista scurtă a Premiului Academiei Americane pentru cea mai bună muzică de film. "Cartea junglei" a fost primul film pentru care a fost lansată o coloană sonoră originală, mai degrabă decât una reînregistrată de o casă de discuri, iar succesul de vânzări al acesteia a dat naștere la lansări similare pentru alte filme.
Pentru producția filmului s-a folosit tehnologia Technicolor, care a contribuit la crearea unor imagini vii și pline de culoare.
Distribuția inițială a avut loc în America și Australia, iar premiera în Europa a avut loc spre sfârșitul celui de-al Doilea Război Mondial, în țări precum Suedia, Spania, Portugalia sau după încheierea războiului, în țări precum Germania și Franța. În ciuda acestui fapt, Uniunea Sovietică a fost o excepție, deoarece Korda a prezentat filmele "Lady Hamilton", "Hoțul din Bagdad" și "Cartea Junglei" ca un omagiu adus poporului sovietic pentru lupta sa împotriva nazismului încă din 1943. În semn de respect pentru marele artist, Comitetul pentru Cinematografie a propus sărbătorirea aniversării a 50 de ani de la nașterea cineastului. Cu puțin timp înainte de prăbușirea URSS, în 1990, filmul a fost reintrodus în cinematografele sovietice sub titlul "Jungla".

## Reacțiile publicului, criticilor și ale istoricilor de film
"Cartea Junglei" a fost un film de succes la box office, iar biograful lui Alexandre Korda, Pal Tabori, a afirmat că acesta a obținut "un profit frumușel". Deși nu există cifre precise privind încasările din box office-ul american, în Franța postbelică, filmul a vândut aproximativ 5,08 milioane de bilete în 1946. În comparație, filmul precedent al echipei, "Hoțul din Bagdad", care a avut încasări de peste un milion de dolari în box office-ul american și canadian, a vândut aproximativ 5,13 milioane de bilete publicului francez în același an.
Cu toate acestea, filmul a primit recenzii mixte din partea criticilor de film și jurnaliștilor de film. Scenariul lui Lawrence Stellings a fost principala țintă a recenziilor negative, deoarece a fost considerat că se îndepărta prea mult de materialul sursă al lui Kipling și accentua prea mult interacțiunile dintre Mowgli și animale, fără a dezvolta personajele umane. Cu toate acestea, majoritatea criticilor au lăudat "jungla" creată în mod convingător, munca animalelor și utilizarea tehnologiei Technicolor în mod luxos.

## Premii și nominalizări
- Filmul a fost nominalizat la patru premii Oscar.
  - cea mai bună imagine
  - cea mai bună coloană sonoră
  - cele mai bune decoruri
  - cele mai bune efecte vizuale